# Isfet
Isfet o Asfet (que significa "injustícia", "caos" o "violència" o, com a verb, “fer mal”) és un terme egipci antic que la mitologia egípcia va emprar en filosofia, el qual va ser construït en un dualisme religiós, social i políticament afectat.

## Principis i ideologia
Isfet és un terme pensat per ser el contrari del terme Ma'at (que significa “ordre (mundial)” o “harmonia”). Segons creences egípcies antigues, Isfet i Ma'at van construir un dualisme complementari i, alhora, paradoxal: un no podria existir sense el contrari. Isfet i Ma'at s'equilibraven mútuament. Ma'at havia de vèncer isfet, "allò que és difícil," "el mal," "difícil," "no harmoniós," i "problemàtic." Isfet havia de ser vençut pel bé i reemplaçar la desunió amb unió i el desordre amb ordre. El rei egipci (faraó) tenia la responsabilitat “d'aconseguir” el Ma'at, per tant havia de mantenir i protegir la justícia i l'harmonia amb la destrucció d'Isfet. Un mandat monàrquic responsable significava que Egipte romandria pròspera i en pau amb Ma'at. Tanmateix, si Isfet prevalia, la humanitat decauria i tornaria a un estat primigeni. La decadència era inacceptable com a curs natural dels esdeveniments, ja que deixaria el món separat del cosmos i lluny de l'ordre. L'univers era cíclic, tenia seqüències que es repetien: la sortida i posta de sol diàries, les estacions anuals i les marees del Nil. D'altra banda, quan Ma'at no hi era, i Isfet estava desbocada, les marees del Nil no pujaven el suficient i el país quedava famèlic. Per això, els egipcis antics creien que els rituals de l'ordre còsmic portarien prosperitat als déus i deesses responsables del cosmos. Els principis de contraposició entre Isfet i Ma'at estan exemplificats en un conte popular del Regne Mitjà d'Egipte, anomenat "el gemec del beduí":
Els qui destrueixen la mentida promouen Ma'at;
Els qui promouen el bé esborraran el mal.
Com estar tip fa marxar la gana,
com la roba cobreix el nu i
com el cel s'aclareix després d'una tempesta.
Als ulls dels egipcis, el món era sempre ambigu. Les accions i els judicis del rei tenien la intenció de simplificar aquests principis per tal de mantenir el Ma'at tot separant l'ordre del caos o el bé del mal. Text de taüt 335un afirma la necessitat dels morts de fer net de l'Isfet per poder renéixer al Duat.
Isfet s'entén com el producte del lliure albir d'un individu en lloc d'un estat primordial de caos. Dins la mitologia, això queda representat en el naixement d'Apep del cordó umbilical de Ra, relativament tard.
També es creia que la representació fícia d'Isfet era a través del déu Seth.

## Rol del Rei
Quan el rei feia aparicions públiques s'envoltava d'imatges d'estrangers que emfatitzaven el seu rol com a protector del Ma'at i enemic d'isfet, que eren els enemics estrangers de l'Antic Egipte. Com a tal, al rei se'l mostra ferint als estrangers per mantenir el Ma'at.
El rei també mantenia el Culte del Temple per impedir que isfet s'estengués: s'assegurava que els cultes es realitzessin en intervals ben definits, cosa que era necessària per preservar el balanç del Ma'at contra les forces amenaçadores de l'isfet.